# Monnaie
Monnaie är en kommun i departementet Indre-et-Loire i regionen Centre-Val de Loire i de centrala delarna av Frankrike. Kommunen ligger i kantonen Vouvray som tillhör arrondissementet Tours. År 2022 hade Monnaie 4 785 invånare.

## Befolkningsutveckling
Antalet invånare i kommunen Monnaie
Referens:INSEE